# Haya (namn)

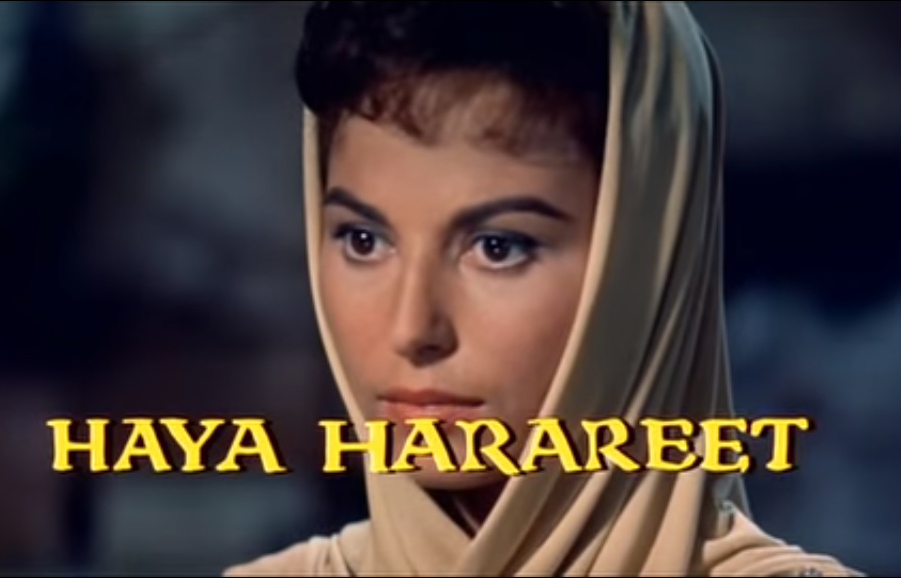
Haya Harareet

Haya är ett hebreiskt kvinnonamn som betyder liv.
Den 31 december 2014 fanns det totalt 127 kvinnor folkbokförda i Sverige med namnet Haya, varav 123 bar det som tilltalsnamn.
Namnsdag: saknas

## Personer med namnet Haya
- Haya Harareet, israelisk skådespelare
- Haya al-Khalifa, bahrainsk diplomat, ordförande i FN:s generalförsamling